# Mariëndaal (augustinessen)
Mariëndaal (ook Mariëndael of Mariëndal) was een klooster van augustinessen van de Congregatie van Windesheim in Sint-Oedenrode.

## Historie
Het klooster is in 1422 gesticht te Diest en heeft daar bestaan tot 1797. Toen werden de zusters verdreven door revolutionaire Fransen en ze mochten slechts het hoognodige meenemen. Vervolgens trokken zij naar Eersel, waar ze tot 1801 verbleven. In dat jaar namen ze hun intrek in Kasteel Henkenshage te Sint-Oedenrode, waar ze een Frans meisjespensionaat oprichtten. In 1819 verhuisden ze naar Kasteel Dommelrode in dezelfde plaats, waar ze deze school voortzetten. Het geven van onderwijs was noodzakelijk, omdat koning Willem I geen klooster met slotzusters toestond, wat de eigenlijke bestemming van deze kanunnikessen was.

## Klooster Mariëndaal
De zusters kwamen waarschijnlijk op uitnodiging van Josephus Franciscus de Kuijper naar Kasteel Dommelrode. De Kuijper was notaris en burgemeester van Veghel. Ook was hij lid van Provinciale Staten voor het district Sint-Oedenrode. De Kuijper had Dommelrode van de familie De Jong gekocht. Hij verhuurde Dommelrode aan de augustinessen, die tot dan toe op Kasteel Henkenshage woonden. Zij vestigden in Dommelrode het klooster Mariëndaal. Onder het beheer van de familie De Kuijper werd Mariëndaal uitgebouwd tot volwaardig klooster. In 1856 werd een kapel gebouwd en in 1857 werden delen van het kasteel hersteld. In 1880 verkocht  Eduard Joseph Corneille Marie de Kuijper het klooster aan het rooms-katholieke kerkbestuur van Sint-Oedenrode. In 1954 fuseerde het klooster met het Klooster Soeterbeeck te Deursen, waarheen de zusters in hetzelfde jaar vertrokken. Dit klooster heeft bestaan tot 1997. Het voormalige kasteel Dommelrode werd door de gemeente Sint-Oedenrode aangekocht.

## Heden
In Sint-Oedenrode leeft de naam Mariëndaal voort in een modern sociaal-cultureel centrum dat zich in de omgeving van Kasteel Dommelrode bevindt. Het aan Kasteel Dommelrode vastgebouwde meisjespensionaat is omgebouwd tot gemeentesecretarie.
In Diest bestaan nog diverse onderwijsinstellingen die de naam Mariëndaal voeren.